# Estación de Gümmenen
La estación de Gümmenen es una estación ferroviaria de la comuna suiza de Ferenbalm, en el Cantón de Berna, aunque da servicio a la localidad de Gümmenen, perteneciente a la comuna de Mühleberg.

## Historia y situación

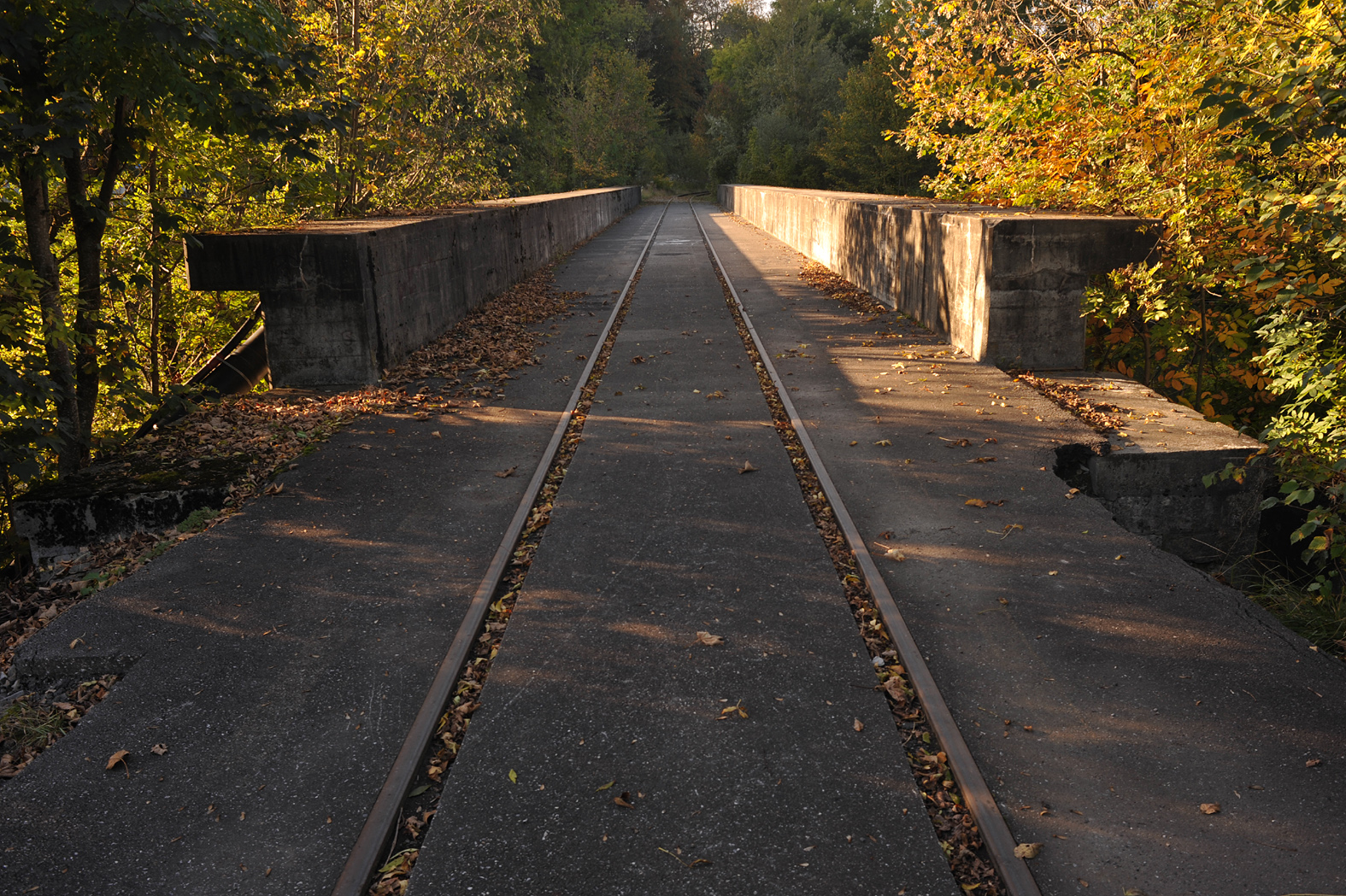
Trazado actualmente sin servicio entre Laupen y Gümmenen.

La estación de Gümmenen fue inaugurada en el año 1901 con la puesta en servicio de la línea Berna - Neuchâtel por parte del Bern-Neuenburg-Bahn (BN). En 1904 se inauguró la línea Flamatt - Gümmenen por parte del Sensetalbahn (STB), permitiendo en Flamatt conectar con la línea Lausana - Berna. En 1993 STB cerró el tramo Laupen - Gümmenen, dejando en servicio el tramo Flamatt - Laupen. BN pasaría a ser integrada en 1997 en BLS Lötschbergbahn, que al fusionarse en 2006 con Regionalverkehr Mittelland AG pasaría a ser BLS AG.
Se encuentra ubicada en el borde este del núcleo urbano de Rizenbach, en el sureste de la comuna de Ferenbalm, existiendo otra estación, Ferenbalm-Gurbrü en el norte de la comuna. La estación da también servicio a la localidad de Gümmenen (comuna de Mühleberg), de la cual la estación toma su nombre, y que se encuentra situada a un kilómetro al este de la estación. Cuenta con dos andenes laterales a los que acceden dos vías pasantes, a las que hay que sumar  varias vías muertas. En el sureste de la estación se encontraba el desvío de la línea hacia Laupen y Flamatt.
En términos ferroviarios, la estación se sitúa en la línea Berna - Neuchâtel. Sus dependencias ferroviarias colaterales son la estación de Rosshäusern hacia Berna y la estación de Ferenbalm-Gurbrü en dirección Neuchâtel.

## Servicios ferroviarios
Los servicios ferroviarios de esta estación están prestados por BLS:

### S-Bahn Berna
Desde la estación de Gümmenen se puede ir a Berna mediante la red S-Bahn Berna operada por BLS:
- S 5 Berna - Kerzers - Ins - Neuchâtel
- S 52 Berna - Kerzers (- Ins - Neuchâtel)